# Наноматериал
Наноматериалите (наноразмерните материали) се наричат още нискоразмерни системи и общо се класифицират, както следва:
1. Двумерни (2D) системи са тези, които имат едно наноразмерно (1 – 100 nm) измерение. Примери за 2D системи са различни тънки слоеве и многослойни структури, квантови ями и други;
2. Едномерни (1D) системи са тези, които имат две наноразмерни (1 – 100 nm) измерения. Примери за 1D системи са различни линейни и верижни структури, нанотръбички, квантови жички и други;
3. Нулеворазмерни (0D) системи са тези, които имат три наноразмерни (1 – 100 nm) измерения. Примери за 0D системи са различни клъстери, колоиди, нанокристали, квантови точки, наночастици и други.[1]